# Mary Grant (femme politique)
Pour les articles homonymes, voir Grant.
Mary Grant (6 août 1928 - 18 septembre 2016) est une médecin et femme politique ghanéenne. Elle a été la première femme membre du Conseil d'État du Ghana et également la première ancienne élève du Wesley Girls High School à devenir médecin. Grant était la troisième femme ghanéenne à être diplômée en médecine après Susan Ofori-Atta (1947) et Matilda J. Clerk (1949). Elle était une parente lointaine de Paa Grant, qui a été appelé « le père de la politique de la Gold Coast ».

## Éducation
Mary Grant a fait ses études secondaires au Wesley Girls High School de Cape Coast  et est devenue la première ancienne élève de l'école à se qualifier comme médecin après avoir terminé sa formation au Royaume-Uni.  

## Carrière
Après avoir travaillé dans les services de santé du gouvernement en tant que médecin, Mary Grant a commencé sa carrière politique lorsqu'elle est nommée secrétaire à la Santé en 1985. Grant a occupé de nombreux postes, notamment celui de sous-ministre de la Santé et membre du Conseil provisoire de défense nationale (en) (PNDC). Elle est ensuite devenue ministre de l'Éducation et de la Culture et également membre du Conseil d'État,,,,.  
Elle a dirigé la délégation du Ghana à de nombreuses conférences internationales, notamment aux assemblées générales de l'Organisation mondiale de la santé (OMS) à Genève et aux conférences régionales en Afrique, à la réunion de la Banque mondiale sur la santé en Afrique, à la conférence du Caire sur la population et le développement, et elle faisait partie de la délégation du Ghana à la Quatrième conférence mondiale sur les femmes tenue à Pékin en 1995.  

## Prix et distinctions
Grant a reçu un prix lors de la cérémonie de remise du prix Maiden Women's Award. Lors de sa 39e Conférence générale annuelle en 1997, l' Association médicale du Ghana (en) lui a décerné un certificat d'honneur en reconnaissance de «son souci du bien-être des médecins». La même année, elle a reçu un prix d'État pour ses «conseils avisés et honnêtes en tant que membre du Conseil d'État».  

## Mort et funérailles d'État
Elle est décédée à l'âge de 88 ans, dans l'après-midi du 18 septembre 2016, à l'hôpital militaire 37 d'Accra et a reçu des obsèques nationales.  